# Formostenus flavofasciatus
Formostenus flavofasciatus är en stekelart som beskrevs av Jonathan 1980. Formostenus flavofasciatus ingår i släktet Formostenus och familjen brokparasitsteklar. Inga underarter finns listade i Catalogue of Life.